# 18 Quilates
"18 Quilates" é uma canção da cantora brasileira Joelma, lançada em 14 de setembro de 2018 de forma independente.

## Composição
Composta por Cinara Sousa, Felipe Goffi, Gabriel Vittor e Léo Brandão, "18 Quilates" fala sobre amar alguém sem muito compromisso e insere na história devaneios com a pessoa amada. Joelma caracterizou a canção como um "calypsonejo", uma fusão de brega pop e sertanejo. Ela contou que a composição surgiu quando procurava por uma canção mais dançante do que seus dois singles anteriores, "Perdeu a Razão" e "Se Vira Aí":
"[...] queria uma daquelas para “arrebentar”. Aí quando chegou nessa música eu senti algo que não era normal. Mexeu muito comigo, ao ponto que eu guardei ela por cinco meses. Trabalhamos muito com ela [...] e ficou muito legal. A letra é muito bacana. Fala de amor, de casamento, de sexo, de uma maneira leve."

## Lançamento e divulgação
"18 Quilates" foi lançada em 14 de setembro de 2018. A canção foi bastante promovida com apresentações ao vivo em programas de televisão. Joelma fez a primeira apresentação televisionada da canção no Mulheres em 19 de setembro de 2018. No dia 29 do mesmo mês, a cantora a interpretou no Programa da Sabrina. Em outubro, ela performou a canção no Programa do Ratinho, Domingo Show e Programa Raul Gil. Em novembro de 2018, cantou a canção no SóTocaTop, Bem Estar e Mega Senha. Em 28 de abril de 2019, performou a canção no Tamanho Família. Em 10 de maio, cantou a canção no Multi Tom.

## Vídeo musical

Capturas em ecrã de quatro momentos do vídeo musical de "18 Quilates"

O videoclipe de "18 Quilates" foi dirigido por Bruno Fioravanti e lançado em 13 de setembro de 2018. As gravações ocorreram em 30 de agosto de 2018 em três locações de Pirenópolis, no estado  de Goiás: na mata, na cachoeira e na pedreira. Joelma explicou a escolha das locações dizendo: "Como a música fala de uma aliança de casamento, resolvemos contar a história de como essa essa joia preciosa foi encontrada na natureza. Então gravei na floresta, na água e na pedreira. No final do clipe, a joia é encontrada e eu apareço vestida de dourado". No vídeo, a cantora é acompanhada por 16 dançarinos, incluindo uma grávida de quase oito meses. No YouTube, o videoclipe atingiu o primeiro lugar entre os vídeos demarcados como "em alta" e alcançou um milhão de visualizações em menos de uma semana.

## Histórico de lançamento
| Região | Data                   | Formatos                   | Gravadora    | Ref.   |
| ------ | ---------------------- | -------------------------- | ------------ | ------ |
| Várias | 14 de setembro de 2018 | Download digital streaming | Independente | [ 20 ] |
| Brasil | 27 de setembro de 2018 | Airplay                    | Independente | [ 21 ] |